# Chițcani (okręg Vaslui)
Chițcani – wieś w Rumunii, w okręgu Vaslui, w gminie Costești. W 2011 roku liczyła 378 mieszkańców.